# Wellerswalde
 Wellerswalde ist ein Ortsteil der Gemeinde Liebschützberg im Landkreis Nordsachsen in Sachsen.

## Geografie und Verkehrsanbindung
Der Ort liegt nördlich von Oschatz und westlich von Strehla. Durch den Ort fließt die Luppa, ein Zufluss der Dahle. Östlich fließt die Elbe.
Südlich verläuft die B 6 und östlich die B 182.

## Geschichte
Die erste indirekte Erwähnung von Wellerswalde ist die Nennung eines Ernst von Wellerswalda um 968. Im Jahr 1266 wurde der Ort Weldericheswalde erstmals urkundlich erwähnt, um 1441 ist der Rittersitz der Truchsesse zu Welderßwalde aufgeführt. Dabei handelte es sich um eine von zwei Gräben umgebene Burg. Diese hielt 1429/30 einer Belagerung durch die Hussiten während der Hussitenzüge stand. Um 1472 war die Familie Truchseß von Bornitz Eigentümer des Ritterguts Wellerswalde, vermutlich Nachkommen der bisherigen Besitzer. Diese sorgten um 1500 für eine umfassende Instandsetzung der gotischen Kirche.
Nach einigen Besitzerwechseln und Plünderungen im Dreißigjährigen Krieg erwarb um 1654 der 1635 geadelte kursächsische Jurist und kaiserliche Rat Johann Georg von Oppel den Grundbesitz Wellerswalde. Sein gleichnamiger Sohn ließ das 1684 abgebrannte Rittergut erneuern. Seine Nachfahren ließen die Kirche direkt neben dem Rittergut 1702 weitgehend neu aufbauen und 1782 umbauen. 1856 wurde das alte Herrenhaus zum Schloss im Tudorstil umgebaut. Das Gut blieb bis 1945 im Besitz der Familie von Oppel. Nach der Enteignung der Gutsherren diente das Gutshaus als Unterkunft für Flüchtlinge aus Schlesien. 1948 wurde das zweistöckige Schloss samt Torhaus abgebrochen und 1949 der Schlossturm gesprengt. Die Nebengebäude sind erhalten.

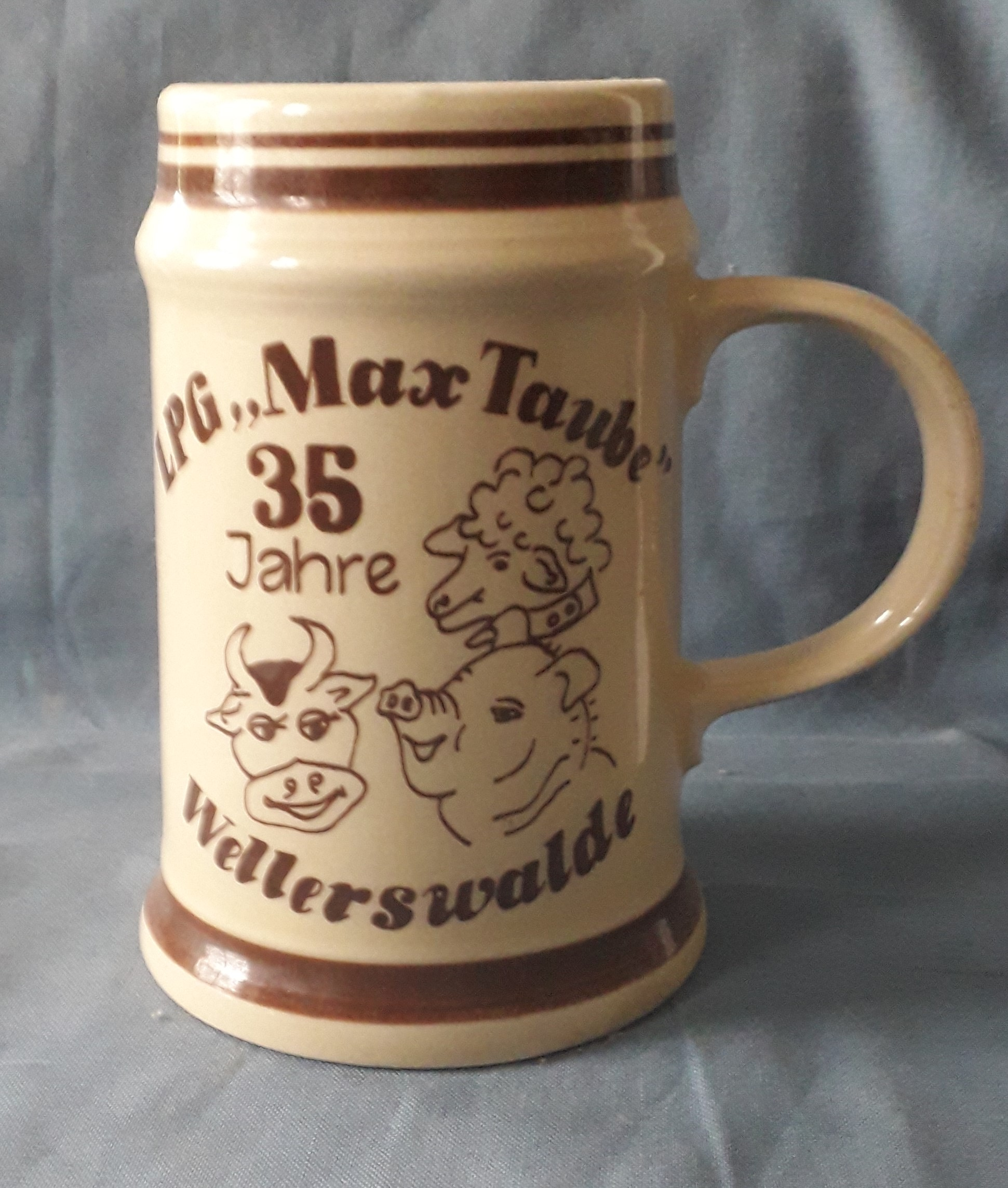
Bierkrug zu 35 Jahre LPG „Max Taube“ Wellerswalde

In Wellerswalde gab es die LPG „Max Taube“ Typ 3, die 1953 gegründet wurde. Benannt wurde die LPG nach Max Taube (1897–1945), der Mitbegründer der Ortsgruppe der KPD und sogar Stadtverordnetenvorsteher in Dahlen war, ehe ihn die Gestapo während der Nazizeit überwachte. Taube kam im KZ Sachsenhausen um. In Dahlen gibt es auch den Max-Taube-Weg.

## Kulturdenkmale
In der Liste der Kulturdenkmale in Liebschützberg sind für Wellerswalde 16 Kulturdenkmale aufgeführt.

## Wappen

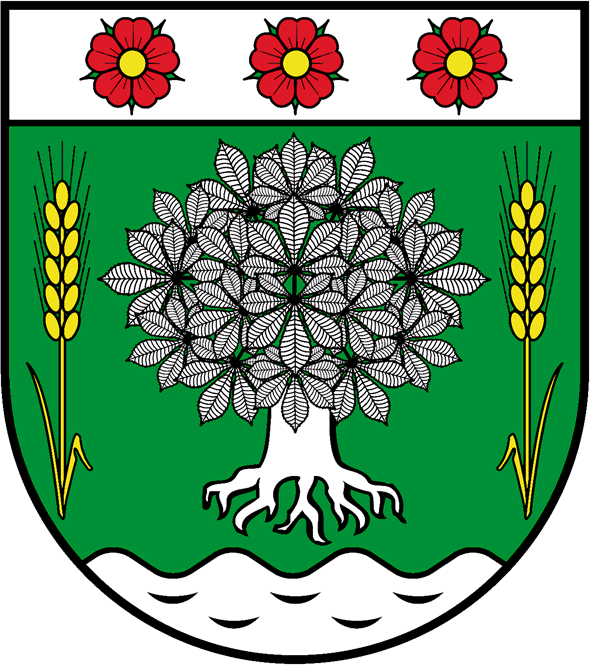
Ortswappen von Wellerswalde

Blasonierung: In Grün ein ausgerissener silberner Kastanienbaum über gewelltem silbernen Schildfuß, begleitet von zwei goldenen Ähren mit Halmblättern; im silbernen Schildhaupt balkenweise drei rote Rosen mit grünen Kelchblättern und goldenem Butzen.
Die drei roten Rosen gehen auf das Wappen der Familie von Oppel zurück. Die Kastanie ist die das Ortsbild bestimmende Baumart und deshalb das zentrale Wappenelement im Ortswappen. Die zwei Ähren bilden einen Bezug zur Landwirtschaft, welche jahrhundertelang der Hauptwirtschaftszweig im Dorf war. Der gewellte Schildfuß verweist auf das Flüsschen Luppa.
Das Wappen wurde vom Heraldiker Jörg Mantzsch aus Magdeburg gestaltet und am 10. Dezember 2012 unter der Registratur 4 SN in die Deutsche Ortswappenrolle (DOWR) des HEROLD eingetragen und dokumentiert. Das durch den Heimatverein Wellerswalde e. V. gestiftete Ortswappen kann nur außerhalb von Amtshandlungen geführt werden. Zur Führung des Wappens sind durch Festlegung des Stifters alle natürlichen und juristischen Personen des Ortsteils insbesondere Vereine, Verbände und Organisationen, deren Aktivitäten gemeinnützig bzw. mit der Pflege und Bewahrung der örtlichen Traditionen verbunden sind, berechtigt, sofern sie damit nicht gewerblich, religiös oder politisch tätig sind.

## Persönlichkeiten

### Söhne und Töchter
- Karl August Klaunig (1824–1861), Pädagoge, war Oberlehrer an der städtischen Realschule zu Leipzig; er hat Bedeutung für die Entwicklung amtlicher Regelwerke für die deutsche Rechtschreibung
- Johann Friedrich Ernst Dathe (1845–1917), Geologe; von 1880 bis 1911 arbeitete er an der Preußischen Geologischen Landesanstalt (PGLA), zuletzt als Landesgeologe
- Paul Gotthold Hugo Wilsdorf (1856–1928), Jurist
- Wilhelm Kopp (1882–1963), Marineoffizier, zuletzt Konteradmiral
- Rudolf Albrecht (1942–2015), evangelischer Pfarrer und Vertreter der kirchlichen Friedensbewegung in der DDR

### Dem Ort verbunden
- Johann Georg von Oppel (1594–1661), erhielt 1654 das Rittergut, das bis 1945 im Besitz der Familie von Oppel blieb

- Johann Siegmund von Oppel (1730–1798), Urenkel des vorherigen, ließ als Gutsherr 1782 die Kirche umbauen